# Diarthrodes roscoffensis
Diarthrodes roscoffensis är en kräftdjursart som först beskrevs av Albert Monard 1935.  Diarthrodes roscoffensis ingår i släktet Diarthrodes och familjen Thalestridae. Inga underarter finns listade i Catalogue of Life.